# Minnesmetall
En minnesmetall är en metall som kan ändra form vid temperaturväxlingar. Detta betyder att om en bit böjd minnesmetall värms upp så kommer den att räta ut sig igen. Den första minnesmetallen som används var "nitinol", en dyr nickel-titan-legering. Senare har även billigare varianter av minnesmetall tagits fram, såsom exempelvis järn- och kopparlegeringar. Minnesmetaller används i störst utsträckning i medicinska tillämpningar samt inom flygindustrin.